# Азёрная, Алёна
Алёна Азёрная (Азёрная Елена Павловна) — российская художница, работающая в жанре наивного искусства.

## Биография
Родилась в городе Свердловск.
В 1989 — окончила Свердловский архитектурный институт, специальность — архитектура.
В 1999 — окончила Уральский государственный университет им. А. М. Горького, специальность — искусствоведение.
С 1990 работает как проектировщик интерьеров и рисует картины.
С 1996 посвящает себя исключительно живописи.
В 1997 году вступает в Союз художников России.
В 2000 начала сотрудничать с Александром Глезером — советским диссидентом, коллекционером, поэтом, издателем, основателем Музея Современного русского искусства (Нью-Джерси, США), в постоянном собрании которого с 2001 года находятся семь её полотен.
В 2003 живёт в Международном Городе Искусств (Париж).
С 2000 года делает многочисленные выставки в России, в США, в Италии и во Франции.

## Творчество
Алёна Азёрная работает в стиле наивного искусства.
В своих, похожих на сны и аллегорических картинах она описывает свой личный мир, где перемешаны славянская мифология, традиционные русские народные сказки и библейские мотивы.
Она сочетает стиль наивного искусства с уверенным использованием света, цвета и ритма.
Эти глубокие и насыщенные цвета похожи на природу, которая её окружает и которая вдохновила большинство её картин.
В картинах Алёны Азёрной также часто присутствует колорит, характерный для русского традиционного убранства крестьянской избы и в православных иконах.

## Выставки
- 1992 Галерея «Хелен» (Санкт-Петербург, Россия)
- 1993 Дом работников искусства (Екатеринбург, Россия)
- 1996 Екатеринбургская галерея современного искусства (Екатеринбург, Россия)
- 1996 Картинная галерея (Красновишерск, Россия)
- 1999 Центральный дом художников на Крымском валу (Москва, Россия)
- 1999 Галерея «Капитал» (Екатеринбург, Россия)
- 2000 Галерея «Unseen Russia» на острове Вашон (Вашингтон, США)
- 2001 Постоянное собрание в Музее Современного русского искусства (Нью-Джерси, США)[7]
- 2001 Галерея в «Global Art Venue» Сиэтл (Вашингтон, США)
- 2001 Галерея Atrium Palace Hotel (Екатеринбург, Россия)
- 2002 Постоянное собрание в галерее Yessi Ran Collection[8] , (Лейквуд, Колорадо — США)
- 2002 Галерея «Kronos», на острове Вашон (Вашингтон, США)
- 2002 Екатеринбургский музей изобразительных искусств: «ВЫШЕ КРЫШИ»[9] (Екатеринбург, Россия)
- 2003 Выставка в Международном Городе Искусств[10] (Париж, Франция).
- 2003 Галерея «Ноев ковчег» (Екатеринбург, Россия)
- 2004 Третье биенале современного искусства в Галерее «Беляево» (Москва, Россия)
- 2004 Галерея «Эгида», филармония (Екатеринбург, Россия)
- 2005 Екатеринбургская галерея современного искусства[11] (Екатеринбург, Россия)
- 2005 Галерея «Grant Gallery», SOHO[12] (Нью-Йорк, США)
- 2006 Екатеринбургская галерея современного искусства: «Водяные знаки», выставка Алены Азерной и Анны Метелевой[13] (Екатеринбург, Россия)
- 2007 Екатеринбургский Музей изобразительных искусств[14] (Екатеринбург, Россия)
- 2008 Екатеринбургский музей изобразительных искусств: «Славянская мифология»[15] (Екатеринбург, Россия)
- 2008 Свердловская Государственная Академическая Филармония: Алена Азерная, «Русская сказка»[16] (Екатеринбург, Россия)
- 2009 Музей истории, науки и техники железной дороги: выставка Алёны Азёрной и Анны Метелевой «День седьмой»[17] (Екатеринбург, Россия)
- 2010 Галерея Одоевского: Проект «Каннская Художественная Ярмарка»[18] (Канны, Франция)
- 2010 Арт-клуб «Татьянин день»[19] (Екатеринбург, Россия)
- 2016 Музей истории Екатеринбурга: Выставка «Славянские праздники»[20] (Екатеринбург, Россия)

## Галерея

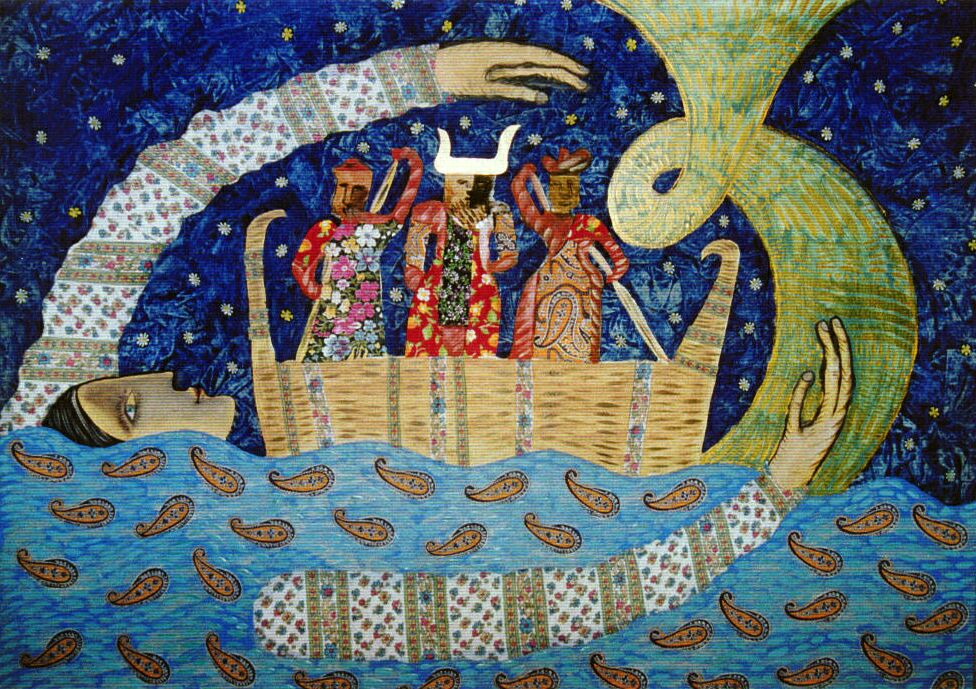
Алёна Азёрная, Берегиня, 2000
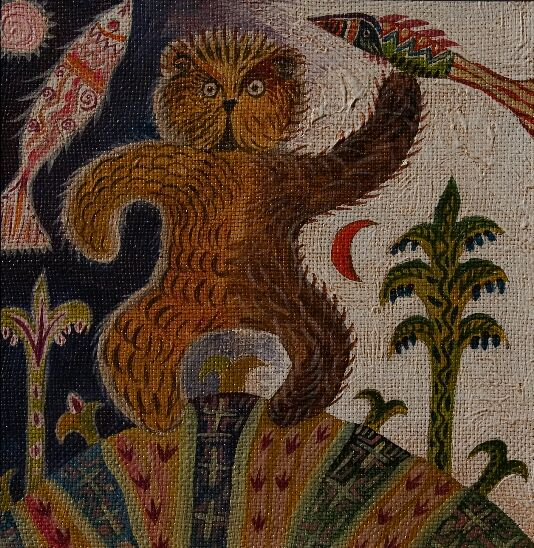
Алёна Азёрная, Хозяин леса, 2003
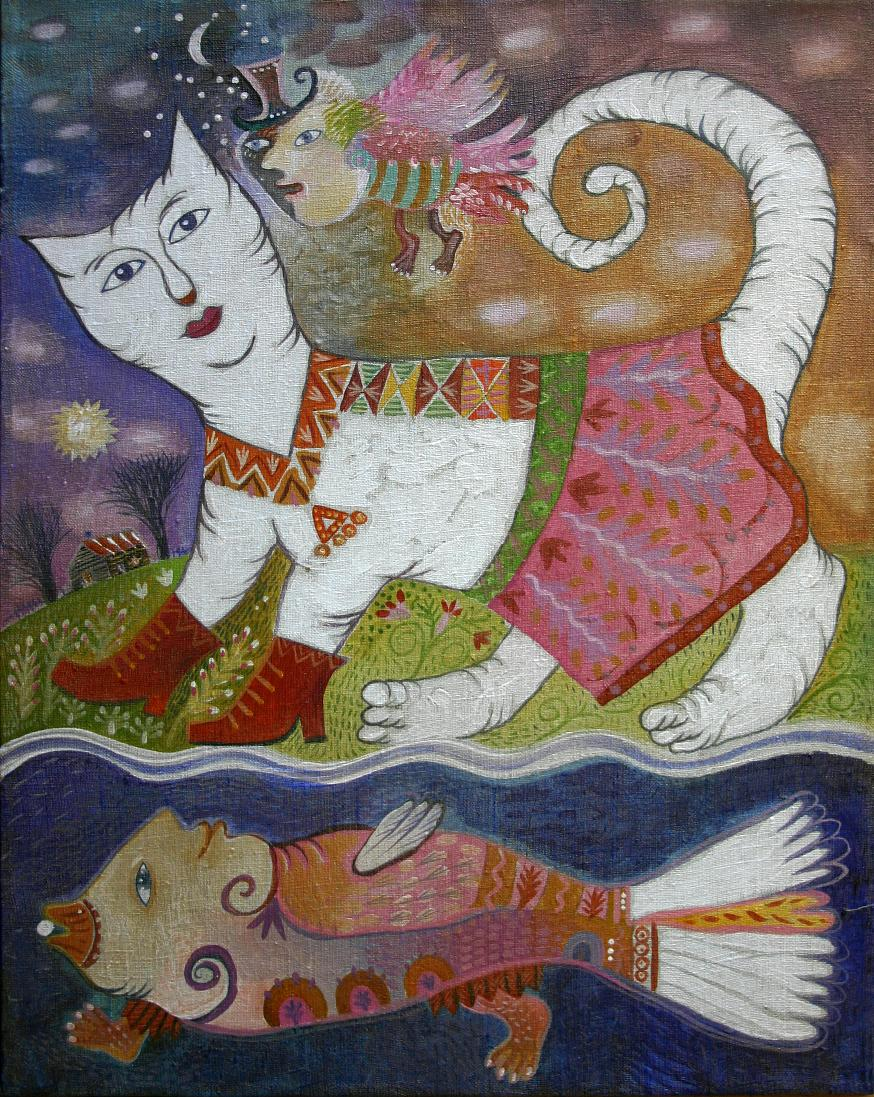
Алёна Азёрная, Кошка в красных сапогах, 2003
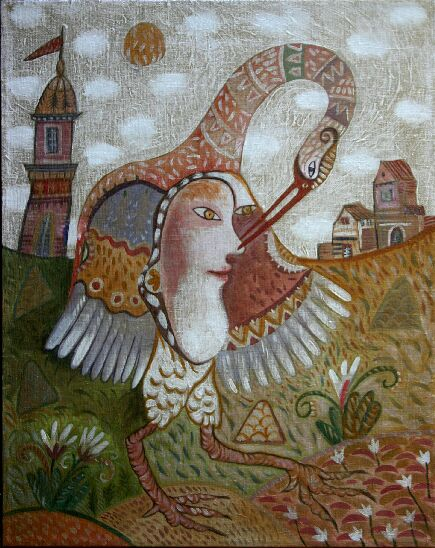
Алёна Азёрная, Аист, 2003
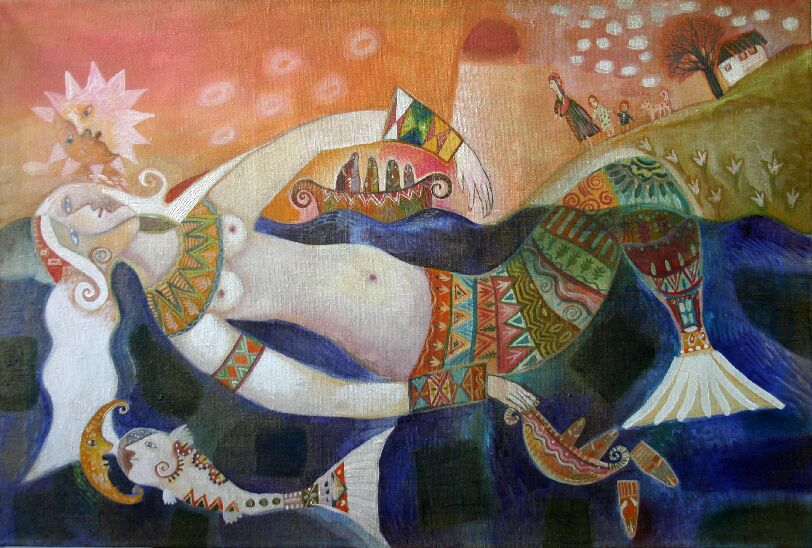
Алёна Азёрная, Русалка, 2004
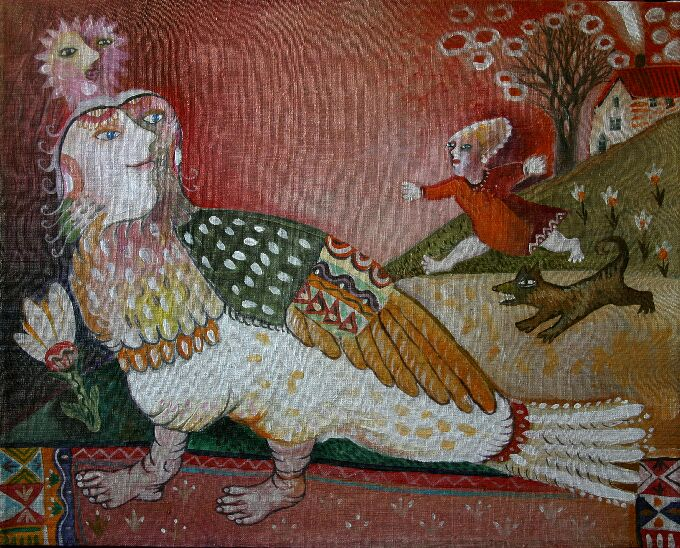
Алёна Азёрная, Птица Сирин, 2004
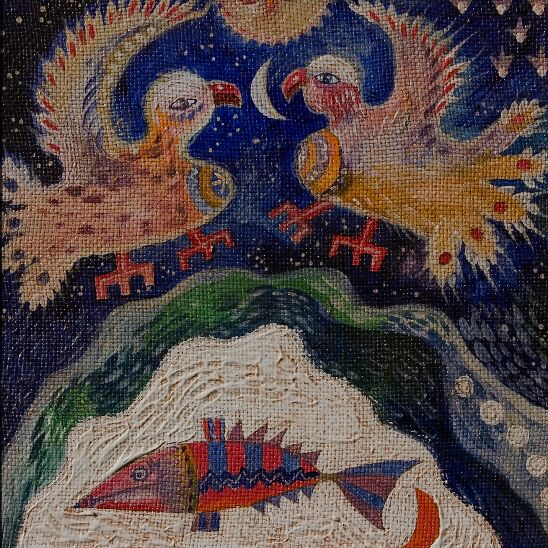
Алёна Азёрная, Две птицы и рыба, 2005
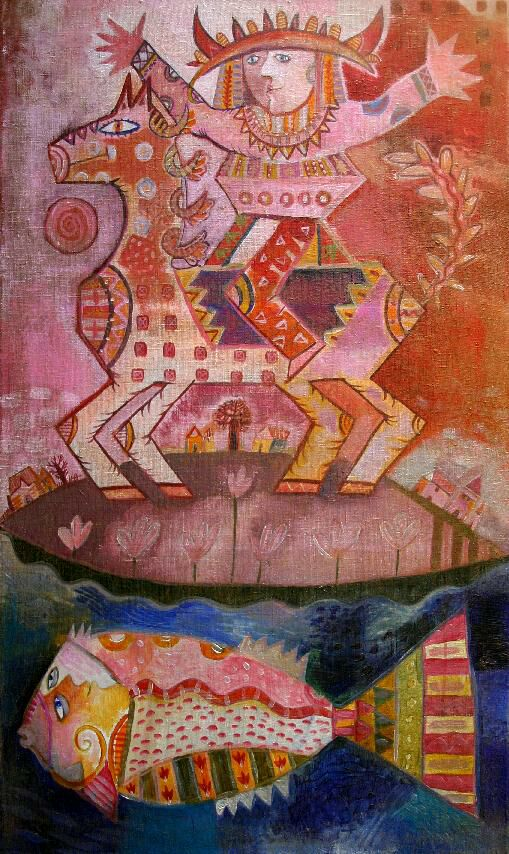
Алёна Азёрная, Дажьбог, 2007
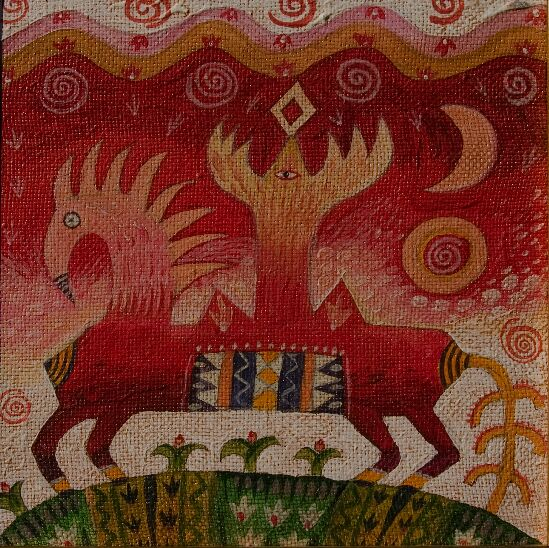
Алёна Азёрная, Древний Бог, 2007
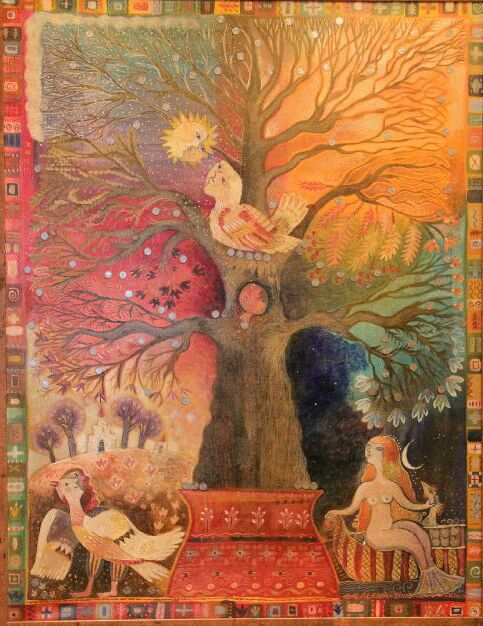
Алёна Азёрная, Денежное дерево, 2007
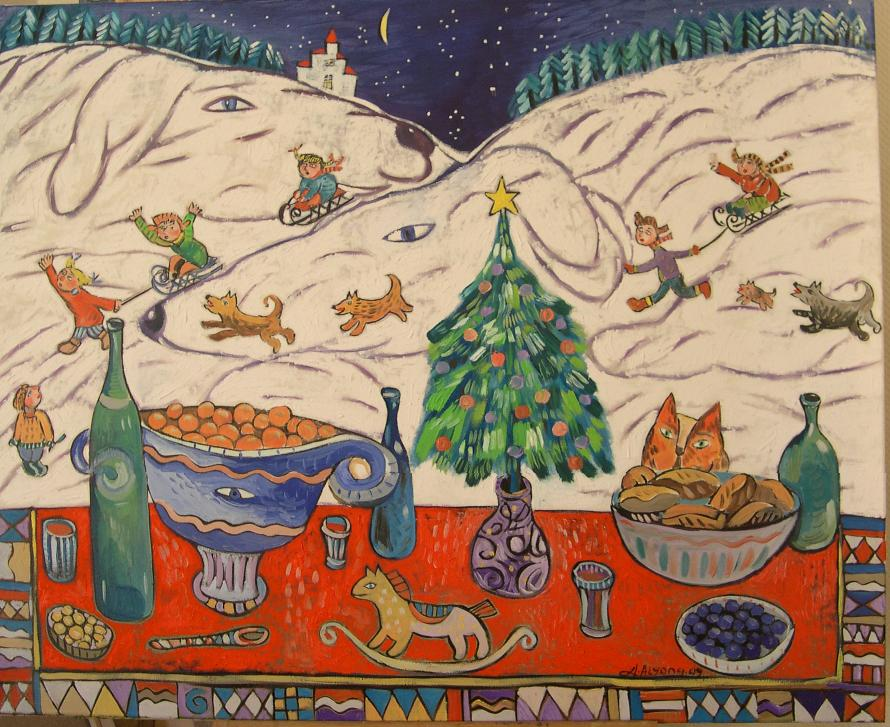
Алёна Азёрная, Русская зима, 2009
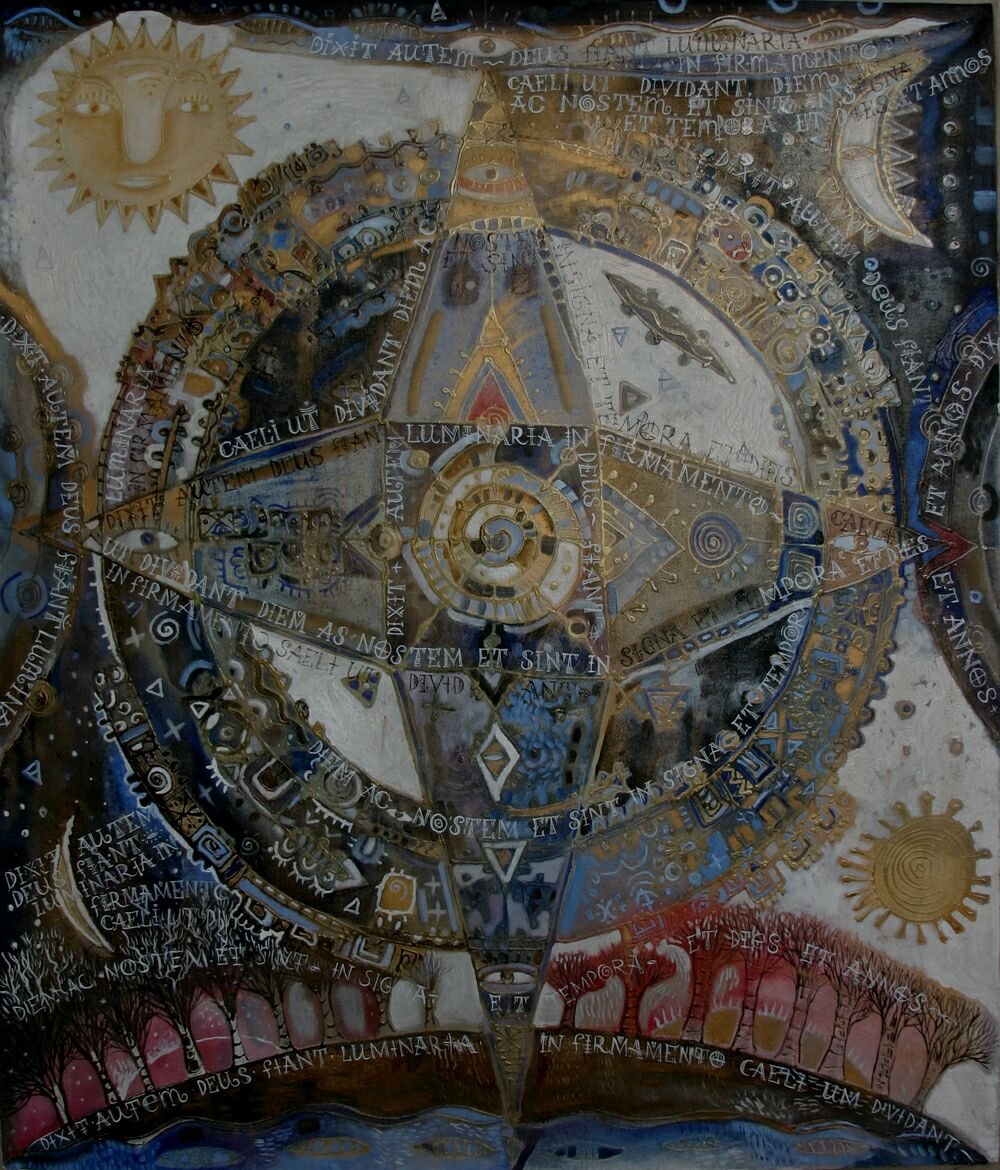
Алёна Азёрная, Сотворение мира , 2009
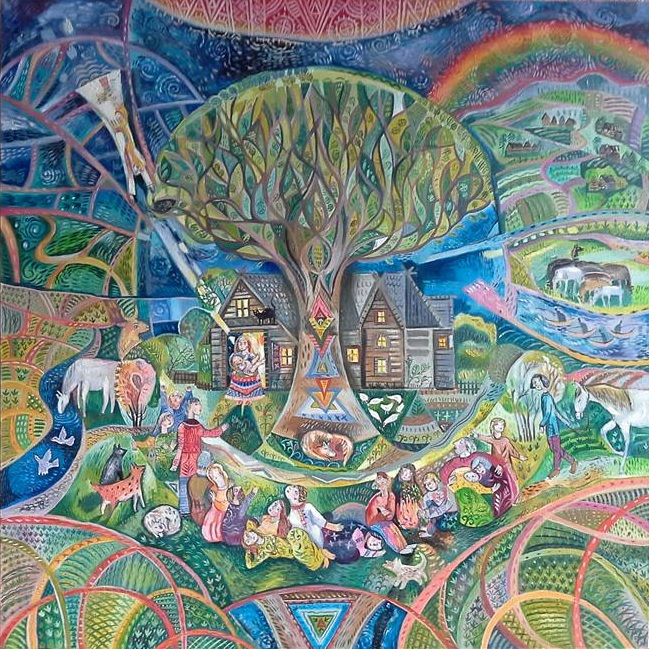
Алёна Азёрная, Славянские праздники, 2016